# 卡爾斯費爾德湖

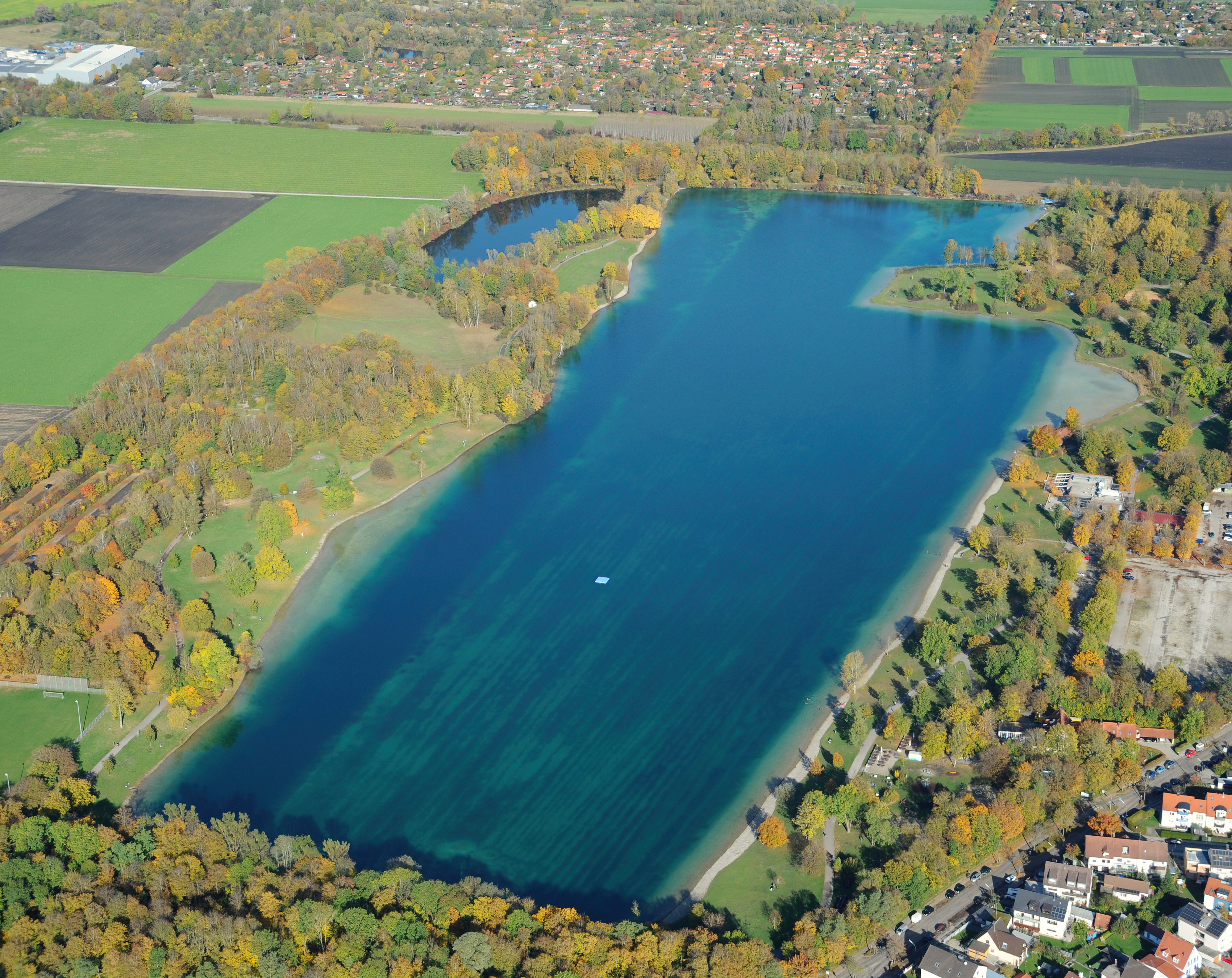

48°14′11″N 11°28′05″E / 48.2363036°N 11.4681083°E
卡爾斯費爾德湖（德語：Karlsfelder See），是德國的湖泊，位於該國東南部，由巴伐利亞州負責管轄，處於卡爾斯費爾德附近，長1公里、寬0.3公里，面積0.25平方公里，最大水深10米。